# Teorema de Lucas
Em teoria dos números, o teorema de Lucas, publicado em 1878 por Édouard Lucas, afirma o seguinte:

Sejam m e n números inteiros não negativos, p um número primo e sejam
{\displaystyle m=m_{k}p^{k}+m_{k-1}p^{k-1}+\cdots +m_{1}p+m_{0},}
e
{\displaystyle n=n_{k}p^{k}+n_{k-1}p^{k-1}+\cdots +n_{1}p+n_{0}}
os desenvolvimentos de m e n, respetivamente, na base p.
Então
{\displaystyle {\binom {m}{n}}\equiv \prod _{i=0}^{k}{\binom {m_{i}}{n_{i}}}{\pmod {p}},}
onde {\displaystyle {\binom {m}{n}}={\frac {m!}{n!(m-n)!}}} denota o coeficiente binomial de m sobre n.
Em particular, o coeficiente binomial {\displaystyle {\binom {m}{n}}} é divisível por um número primo p tal como por pelo menos um dos dígitos de n na base p é maior que o dígito correspondente de m — Édouard Lucas, 1878.